# Vladimer Gegeshidze
Vladimer Gegeshidze, né le 10 février 1985 à Tbilissi, est un lutteur gréco-romain géorgien.

## Palmarès

### Jeux olympiques
- 5e aux Jeux olympiques d'été de 2012 à Londres

### Championnats d'Europe
- Médaille d'argent en catégorie des moins de 84 kg en 2013 à Tbilissi (Géorgie)